# EPF - École d'ingénieurs
EPF - École d'ingénieurs (antiga École polytechnique féminine) una escola d'enginyeria francesa creada el 1925.
L'escola forma enginyers amb un perfil multidisciplinari, que treballen en tots els sectors de la indústria i els serveis. Cada classe està formada per aproximadament 350 alumnes de formació generalista, cicles de grau dual i estudiants d'aprenentatge.
Situat a Cachan, així com a Troyes des del 2010 i a Montpeller des del 2012, l'EPF és una institució privada d'educació superior d'interès general reconeguda per l'Estat. L'escola és membre de la Union des grandes écoles indépendantes (UGEI).
L'EPF es va crear l'any 1994 a partir de l'antiga École polytechnique féminine (que mai va estar vinculada a l'École polytechnique) fundada el 1925 per Marie-Louise Paris.

## Graduats famosos
- Astrid Guyart, una esportista francesa que competeix en esgrima